# Jerome Beasley
Jerome Beasley, (nacido el 17 de mayo de 1980 en Compton, California) es un exjugador de baloncesto estadounidense. Con 2.03 de estatura, su puesto natural en la cancha era el de alero. 

## Trayectoria
- Midland Junior College (1999-2001)
- Universidad de North Dakota (2001-2003)
- Miami Heat (2003-2005)
- Sioux Falls Skyforce (2005)
- Fenerbahçe Ülkerspor (2005)
- CB Granada (2005-2006)
- Świecie (2006)
- Dakota Wizards (2006)
- Sydney Kings (2007)
- Trotamundos de Carabobo (2007)
- Reales de la Vega (2007)
- Ironi Ramat Gan (2007-2008)
- EiffelTowers (2008-2010)
- BC Dnipro Dnipropetrovsk (2010-2011)
- APOEL Nicosia (2011-2012)